# بيلتون (كورنوال)
بيلتون (بالإنجليزية: Pillaton)‏ هي قرية و أبرشية مدنية تقع في المملكة المتحدة في كورنوال. يقدر عدد سكانها بـ 473 نسمة .